# Campeonato Mundial de Patinação Artística no Gelo de 1906
O Campeonato Mundial de Patinação Artística no Gelo de 1906 foi a décima primeira edição do Campeonato Mundial de Patinação Artística no Gelo, um evento anual de patinação artística no gelo organizado pela União Internacional de Patinação (em inglês:  International Skating Union) onde os patinadores artísticos competem pelo título de campeão mundial. A edição de 1906 foi a primeira em se teve a competição individual feminina, que foi disputada separadamente da competição masculina. A disputa feminina ocorreu entre os dias 28 de janeiro e 29 de janeiro, na cidade de Davos, Suíça; e a competição masculina ocorreu no dia 4 de fevereiro, na cidade de Munique, Alemanha.

## Eventos
- Individual masculino
- Individual feminino

## Medalhistas
| Evento                        | Ouro                           | Prata                      | Bronze                    |
| Individual masculino detalhes | Gilbert Fuchs · Alemanha       | Heinrich Burger · Alemanha | Bror Meyer · Suécia       |
| Individual feminino detalhes  | Madge Syers-Cave · Reino Unido | Jenny Herz · Áustria       | Lily Kronberger · Hungria |

## Resultados

### Individual masculino
| Pos.              | Nome            | Nacionalidade | Pontos |
| ----------------- | --------------- | ------------- | ------ |
| Medalha de ouro   | Gilbert Fuchs   | Alemanha      | 5      |
| Medalha de prata  | Heinrich Burger | Alemanha      | 14     |
| Medalha de bronze | Bror Meyer      | Suécia        | 17     |
| 4                 | Karl Zenger     | Alemanha      | 20     |
| 5                 | Per Thorén      | Suécia        | 23     |
| 6                 | Anton Steiner   | Áustria       | 27     |
| 7                 | Martin Gordan   | Alemanha      | 34     |

### Individual feminino
| Pos.              | Nome                     | Nacionalidade | Pontos |
| ----------------- | ------------------------ | ------------- | ------ |
| Medalha de ouro   | Madge Syers-Cave         | Reino Unido   | 5      |
| Medalha de prata  | Jenny Herz               | Áustria       | 13     |
| Medalha de bronze | Lily Kronberger          | Hungria       | 13.5   |
| 4                 | Elsa Rendschmidt         | Alemanha      | 21.5   |
| 5                 | Dorothy Greenhough-Smith | Reino Unido   | 22     |

## Quadro de medalhas
| Ordem | País        | Medalha de ouro | Medalha de prata | Medalha de bronze |   | Ordem por total |
| ----- | ----------- | --------------- | ---------------- | ----------------- | - | --------------- |
| 1     | Alemanha    | 1               | 1                |                   | 2 | 1               |
| 2     | Reino Unido | 1               |                  |                   | 1 | 2               |
| 3     | Áustria     |                 | 1                |                   | 1 | 2               |
| 4     | Hungria     |                 |                  | 1                 | 1 | 2               |
| 4     | Suécia      |                 |                  | 1                 | 1 | 2               |
| TOTAL | TOTAL       | 2               | 2                | 2                 | 6 | —               |